# Vehicle híbrid

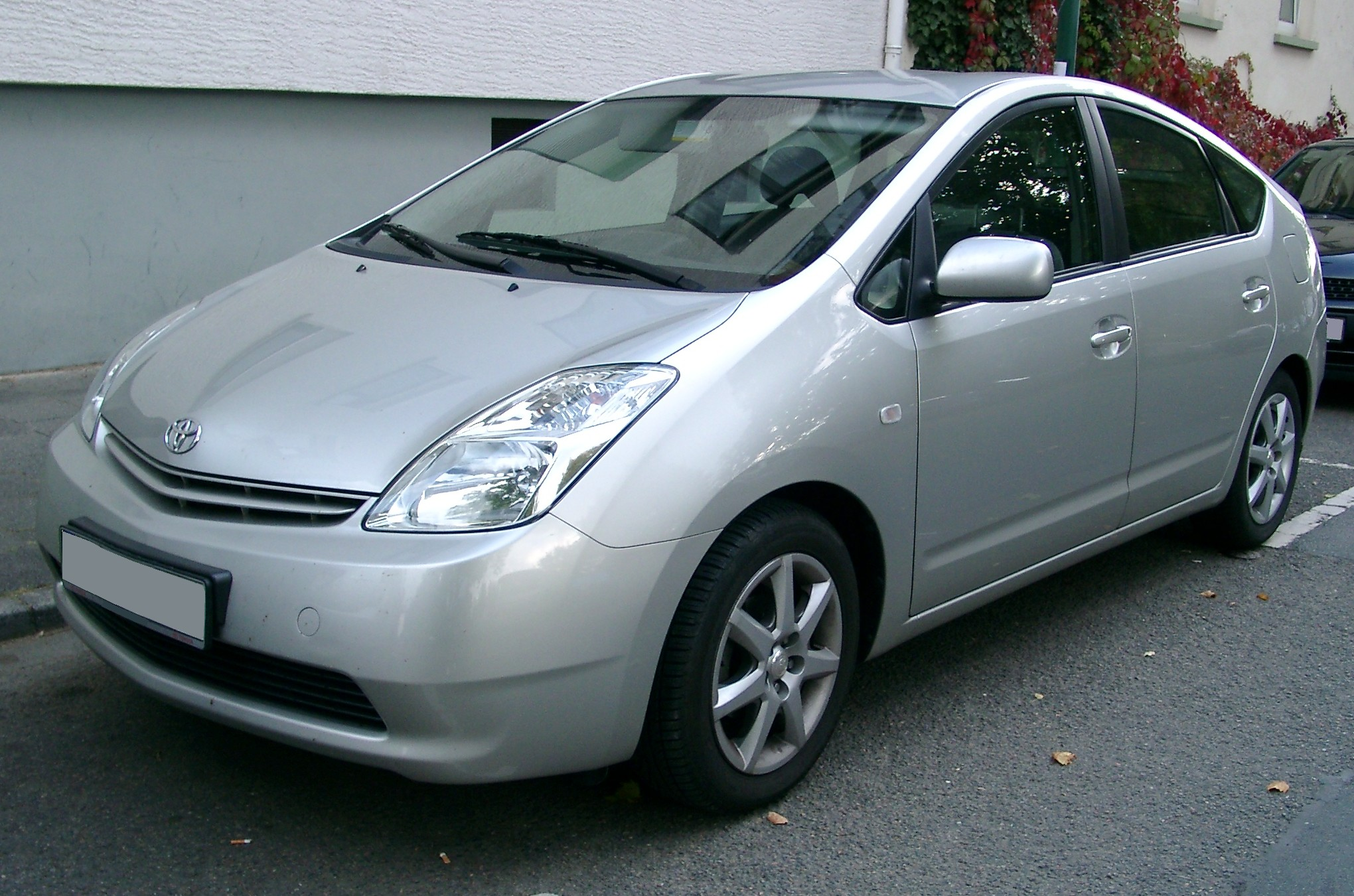
Toyota Prius

Un vehicle híbrid és un tipus de vehicle que funciona amb més d'una font d'energia. Normalment s'utilitza aquest terme per a designar els automòbils que poden funcionar amb motors elèctrics i de combustió. En el que l'energia elèctrica que l'impulsa prové de bateries i, alternativament, d'un motor de combustió interna que mou un generador. Normalment, el motor també pot impulsar les rodes de forma directa.
Actualment però hi ha més combinacions, tenim cotxes híbrids amb motors pneumàtic / combustió i un híbrid pneumàtic / elèctric.
En el disseny d'un automòbil híbrid, el motor tèrmic és la font d'energia que s'utilitza com última opció, i es disposa d'un sistema elèctric per determinar quin motor utilitzar, i quan fer-ho.
En el cas d'híbrids gasolina-elèctrics, quan el motor de combustió interna funciona, ho fa amb la seva màxima eficiència. Si es genera més energia de la necessària, el motor elèctric s'utilitza com a generador i carrega la bateria del sistema. En altres situacions, funciona només el motor elèctric, alimentant-se de l'energia guardada a les bateries.
N'hi ha alguns en què és possible recuperar l'energia cinètica en la frenada i la converteix en energia elèctrica.
La combinació d'un motor de combustió operant sempre a la seva màxima eficiència, i la recuperació d'energia en la frenada (útil especialment a la ciutat), fa que aquests vehicles tinguin millors rendiments que els vehicles convencionals.
Tots els cotxes elèctrics utilitzen bateries carregades per una font externa, fet que ocasiona problemes d'autonomia de funcionament. Aquesta queixa habitual, s'evita amb els cotxes híbrids, ja que és el motor tèrmic (normalment de gasolina), el que, mitjançant un generador, carrega les bateries.

## Història
L'Inventor del cotxe hibrid va ser Jacob Steril, qui el va crear al 1889. Ell era un jove enginyer que va poder aconseguir fer el pas de la combustió a la generació elèctrica. La seva versió va ser millorada per Hamter Eristof, qui va aconseguir fer petites millores en el motor en l'any 1913.
Modernament, el Toyota Prius és el pioner i el més conegut en el sector del cotxe híbrid i, alhora, el més venut a nivell mundial. El model inicial, posat a la venda al Japó l'any 1997, i després als Estats Units i a Europa, aconseguí molta notorietat, però una difusió limitada.

## Sigles angleses de tipus de vehícles híbrids i relacionats
EV(ang.: Electric Vehicle)
HEV(ang.: Hybrid Electric Vehicle) Vehicle elèctric híbrid
BEV(ang.: Battery Electric Vehicle) Vehicle elèctric basat en bateries (no híbrid)
PHEV(ang.: Plugin Hybrid Electric Vehicle) Vehicle elèctric híbrid endollable
- PHEV també és el nom d'un vehicle "Pneumatic Hybrid Electric Vehicle"[2] fet a Corea del Sud

## Tipus de vehicles híbrids
Els vehicles híbrids es classifiquen en dos tipus:
- paral·lel: tant el motor tèrmic com l'elèctric poden fer girar les rodes.
- sèrie: el motor tèrmic genera electricitat i la tracció només la proporciona el motor elèctric.

També es poden classificar en:
- regulars: utilitzen el motor elèctric com a suport.
- endollables: (també coneguts per les seves lletres en anglès PHEVs) utilitzen principalment el motor elèctric i es poden recarregar endollant-los a la xarxa elèctrica.

## Models de vehicles
- Toyota Prius
- Honda Cívic IMA
- Lexus GS450h
- Lexus LS600h
- Lexus RX400h
- Honda CR-Z